# Mészáros Ödön
Mészáros Ödön (Budapest, 1887. január 10. – Győr, 1965. március 22.) tanár, a Demokrata Néppárt országgyűlési képviselője.

## Élete

### Ifjúkora és politikai pályája
A hajóács és kádármester Mészáros Ödön és Vörös Julianna második gyermeke. Hárman voltak testvérek. Római katolikus vallásban nevelkedett. Az elemi és középiskolát Győrben végezte, majd matematika és fizika szakos diplomát szerzett a budapesti tudományegyetemen. Halmiban a felsőfokú mezőgazdasági szakiskolában kezdte meg a tanítást. A trianoni döntés után azonban kiutasították Romániából, mert a megalakuló román államra nem volt hajlandó letenni az esküt. Ezt követően Kaposváron helyezkedett el, a polgári leányiskola igazgatója lett, majd szintén ebben a tisztségben Sátoraljaújhelyen dolgozott. A második bécsi döntés után Ditrón vezette a polgári iskolát.
Politikai pártba először a második világháború végeztével, 1945-ben lépett be, amikor csatlakozott a Nemzeti Parasztpárthoz. 1945 és '46 között a győri Nemzeti Bizottság elnökeként tevékenykedett és részt vett a Magyar Pedagógusok Szabad Szakszervezete munkájában. 1947-ben, mivel az NPP egyre inkább balra tolódott, és együtt haladt a Magyar Kommunista Párttal, kilépett a pártból és a Demokrata Néppárthoz csatlakozott. Az 1947. augusztus 31-i országgyűlési választásokon a Győr-Moson és Sopron vármegyei listáról bekerült az Országgyűlésbe. 1948 novemberéig vezette a DNP frakcióját.

### A diktatúra idején
Mandátumának lejárta után mondvacsinált okokra hivatkozva bűnvádi eljárást indítottak ellene. A vizsgálat soha nem zárult le, arra mégis elég volt, hogy felfüggesszék tisztségéből. Bár nyugdíjazták, nyugellátást mégsem kapott, a családja tartotta el. Az ÁVH többször őrizetbe vette, de egészségi állapotára tekintettel aztán mindig szabadon engedte.
Az 1956-os forradalom napjaiban felkérték, hogy vezesse az újjáalakuló Demokrata Néppárt győri szervezetét, de azt szintén egészségi állapotára hivatkozva nem fogadta el. A szabadságharc leverése után a győri értelmiségi per ötödrendű vádlottjaként mégis bíróság elé állították. 1958 januárjában el is ítélték, de egyéves börtönbüntetését hároméves próbaidőre felfüggesztették. 1958-tól haláláig, 1965-ig a győr-újvárosi római katolikus plébániatemplom kisegítő kántoraként dolgozott.